# Lukáš Greššák
Lukáš Greššák (Trstená, 23 gennaio 1989) è un calciatore slovacco, centrocampista del ViOn Z.M..

## Statistiche

### Presenze e reti nei club
Statistiche aggiornate al 9 maggio 2018.
| Stagione              | Squadra               | Campionato            | Campionato | Campionato | Coppe nazionali | Coppe nazionali | Coppe nazionali | Coppe continentali | Coppe continentali | Coppe continentali | Altre coppe | Altre coppe | Altre coppe | Totali | Totali |
| Stagione              | Squadra               | Comp                  | Pres       | Reti       | Comp            | Pres            | Reti            | Comp               | Pres               | Reti               | Comp        | Pres        | Reti        | Pres   | Reti   |
| --------------------- | --------------------- | --------------------- | ---------- | ---------- | --------------- | --------------- | --------------- | ------------------ | ------------------ | ------------------ | ----------- | ----------- | ----------- | ------ | ------ |
| 2010-2011             | Ružomberok            | SL                    | 7          | 0          | CS              | -               | -               | -                  | -                  | -                  | -           | -           | -           | 7      | 0      |
| 2011-2012             | Ružomberok            | SL                    | 26         | 1          | CS              | 0               | 0               | -                  | -                  | -                  | -           | -           | -           | 26     | 1      |
| 2012-2013             | Ružomberok            | SL                    | 33         | 0          | CS              | 3               | 0               | -                  | -                  | -                  | -           | -           | -           | 36     | 0      |
| 2013-2014             | Ružomberok            | SL                    | 24         | 0          | CS              | 3               | 0               | -                  | -                  | -                  | -           | -           | -           | 27     | 0      |
| lug.-ago. 2014        | Ružomberok            | SL                    | 3          | 0          | CS              | -               | -               | -                  | -                  | -                  | -           | -           | -           | 3      | 0      |
| Totale Ružomberok     | Totale Ružomberok     | Totale Ružomberok     | 93         | 1          |                 | 6               | 0               |                    | -                  | -                  |             | -           | -           | 99     | 1      |
| ago. 2014-2015        | Spartak Trnava        | SL                    | 19         | 0          | CS              | 2               | 0               | -                  | -                  | -                  | -           | -           | -           | 21     | 0      |
| 2015-2016             | Spartak Trnava        | SL                    | 23         | 0          | CS              | 0               | 0               | UEL                | 6                  | 0                  | -           | -           | -           | 29     | 0      |
| 2016-2017             | Spartak Trnava        | SL                    | 27         | 0          | CS              | 3               | 1               | UEL                | 6                  | 0                  | -           | -           | -           | 36     | 1      |
| 2017-2018             | Spartak Trnava        | SL                    | 19         | 0          | CS              | 2               | 0               | -                  | -                  | -                  | -           | -           | -           | 21     | 0      |
| Totale Spartak Trnava | Totale Spartak Trnava | Totale Spartak Trnava | 88         | 0          |                 | 7               | 1               |                    | 12                 | 0                  |             | -           | -           | 107    | 1      |
| Totale carriera       | Totale carriera       | Totale carriera       | 181        | 1          |                 | 13              | 1               |                    | 12                 | 0                  |             | -           | -           | 206    | 2      |

## Palmarès

### Club

#### Competizioni nazionali
- Campionato slovacco: 1

Spartak Trnava: 2017-2018